# 栗树鸭
栗树鸭（学名：Dendrocygna javanica）为鸭科树鸭属的鸟类，又名栗樹鴨，俗名尼鸭、啸鸭。分佈於印度次大陸和東南亞地區。牠們是夜行性覓食的鳥類，白天時通常成群棲息在湖泊和濕潤的稻田周圍。牠們能夠棲息在樹上，有時會在樹洞中築巢。這種棕色且頸部修長的鴨子有寬大的翅膀，在飛行時顯而易見，並發出響亮的兩音節尖銳叫聲。牠的尾部為栗色，這點與其體型較大的親戚草黃樹鴨（尾部為奶油白色）有所區別。

## 描述

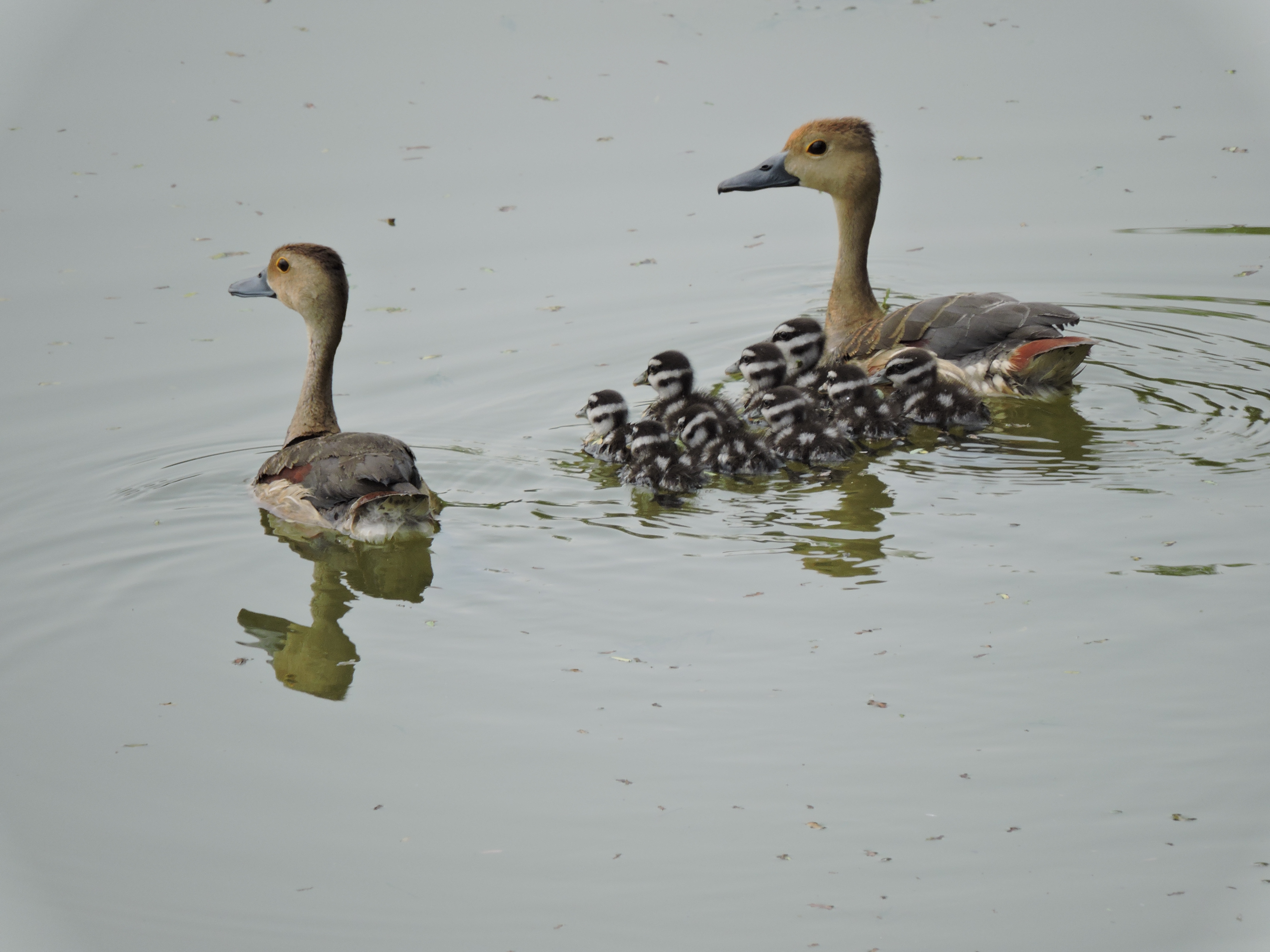
小鴨的顏色是黑白相間的

這隻栗色鴨子與草黃樹鴨（D. bicolor）容易混淆，但牠的上尾覆羽是栗色的，而後者則是奶油白色。眼圈呈橙色至黃色。 在直線飛行時，牠們的頭部低於身體的高度，這點與其他Dendrocygna物種相似。頭頂看起來較暗，雌雄鳥的羽毛相似。牠們飛行速度慢，但拍翅頻率快，通常在空中盤旋時會發出重複的尖銳叫聲聲。牠們極為夜行性，白天通常休息。最外側的初級羽毛內側羽片有特別的構造。牠們在飛行時會發出非常明顯的哨音。

## 分佈與棲地

最外層初級飛羽的形狀，據稱會在飛行中產生哨聲

分布于斯里兰卡、印度、孟加拉、缅甸、泰国、中南半岛、琉球群岛、印度尼西亚（苏门答腊、爪哇、加里曼丹西南部及邻近岛屿、台湾岛以及中国大陆的长江中下游、云南、广西、广东及沿海岛屿、海南、福建等地，多生活于池塘、沼泽以及水库。该物种的模式产地在印度尼西亚的爪哇。
這是一種廣泛分佈於印度次大陸和東南亞低地濕地的定居物種。此物種亦分佈於該地區的島嶼，包括安達曼、尼科巴及馬爾代夫。 牠們有時會根據天氣和水資源的變化進行局部遷移，北方的鳥類則會在冬季遷徙至更南方。牠們棲息於植被茂密的淡水濕地，白天通常在岸邊或沿海的開闊海域休息。 雛鳥全身為黑色，眉毛處有白色斑紋，頭部、翅膀、下背和尾部有白色斑點。 曾在野外見過白化個體。

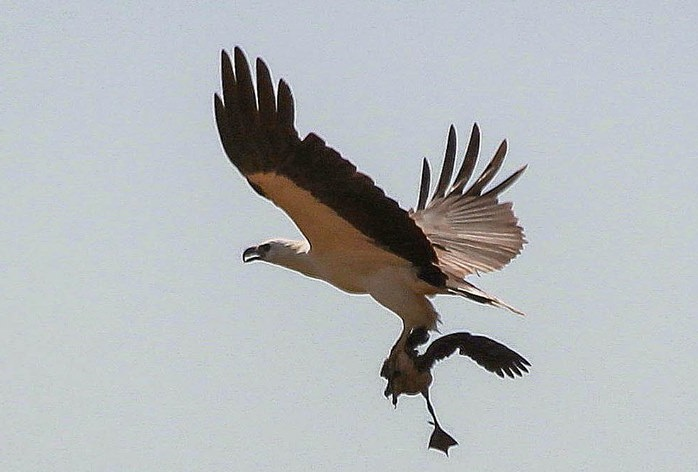
白腹海鵰 (Haliaeetus leucogaster) 與捕獲的鴨子

有時在如加爾各答和果阿等城市濕地中可以見到大量此物種，特別是在冬季。 在阿里普爾動物園，1930年代引進了一些圈養個體，隨後野生鳥類加入了這一群體。
由於其分佈範圍廣，約在1至1000萬平方公里之間，牠們的全球種群數量被認為在兩百萬至兩千萬隻之間，屬於安全狀態。 牠們不易受到狩獵威脅，因為不被認為是美味的食物。 然而，阿薩姆邦的獵人曾被知道會養鴨雛作為活誘餌。

## 行為與生態

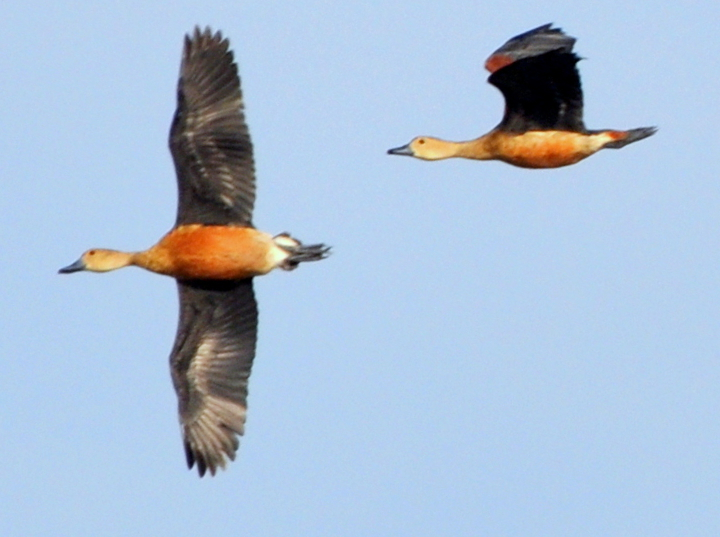
飛行時寬闊的雙翼與眾不同

樹鴨通常是群居的。牠們主要以水中的植物和人工栽種的稻米穀物為食，除此之外，還包括小魚、青蛙及無脊椎動物如軟體動物和蠕蟲。 牠們會在水中涉水覓食，也會潛水。牠們經常在陸地上行走，並有觀察到家八哥會跟隨牠們在草地上覓食。 求偶時，雄鳥會面對雌鳥，將喙浸入水中並抬起，然後繞著雌鳥游動。 牠們在季風或雨季繁殖，並可能因食物供應的變化而在地區上有所不同。巢址可能選擇在樹洞中，以樹枝和草鋪成，或築於大樹的叉枝上，有時會重用鳶或鷺的舊巢，甚至在地面上築巢。每窩蛋數量為7至12顆白色的蛋，由雙親共同孵化。有時觀察到多達17顆的蛋，但這可能是同種巢寄生的跡象。 雛鳥約在22至24天後孵化。單季可能會撫養超過一窩雛鳥。 幼鳥有時會被父母背在背上。

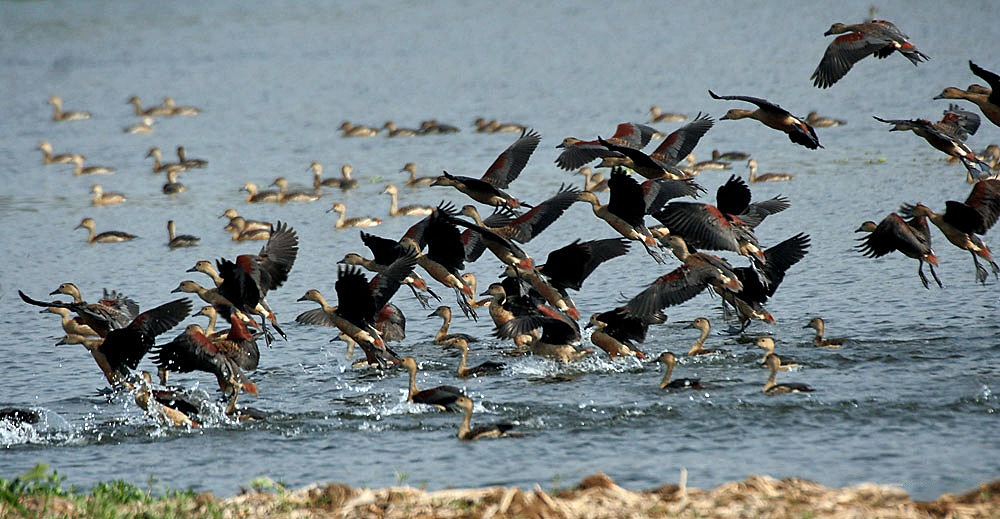
一群正在降落的群鴨（印度加爾各答）

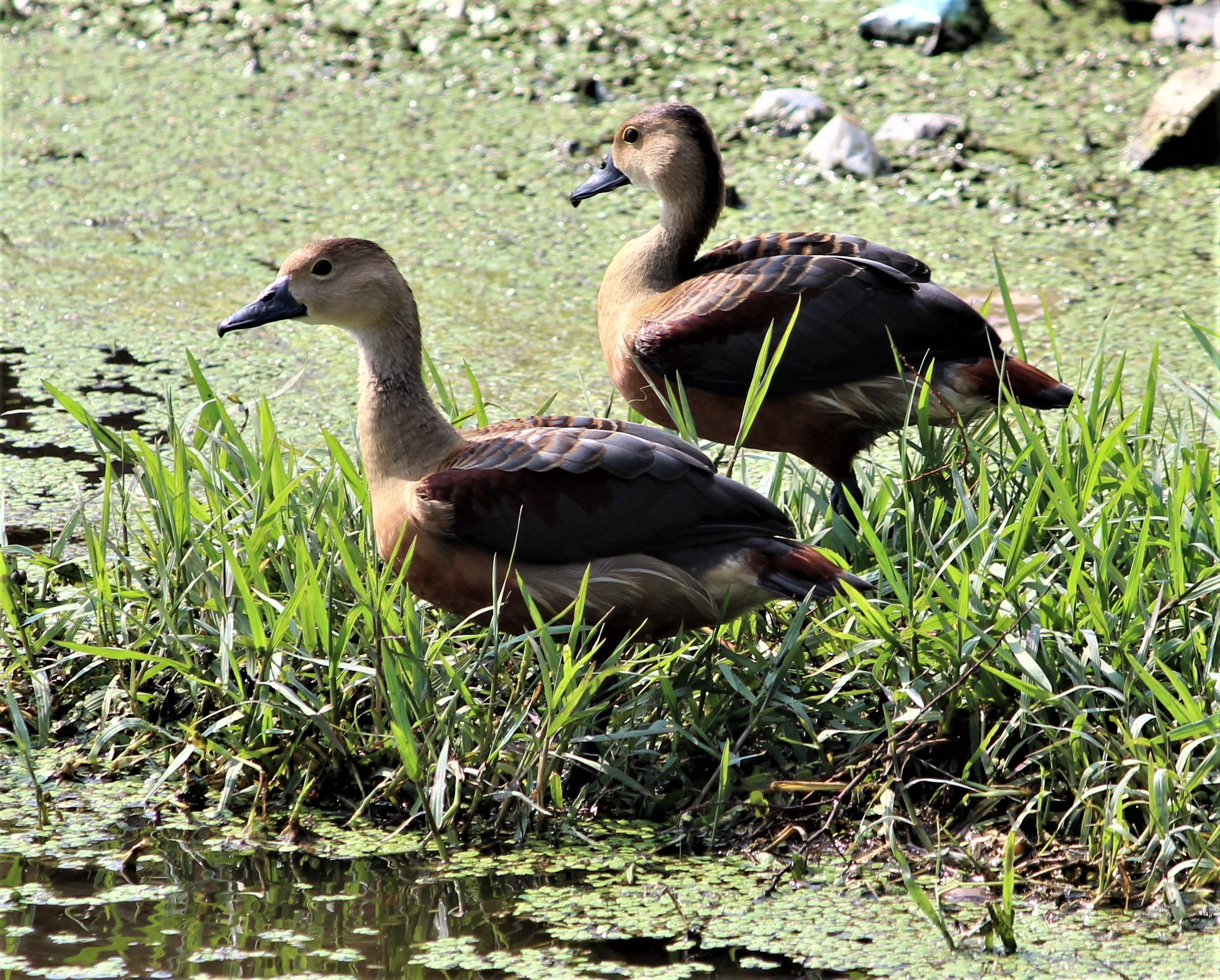
樹鴨, 攝於昌迪加爾.

在印度，當地名稱如sili和silhahi源自於牠們的尖銳兩音節叫聲。牠們在圈養下會變得非常馴服，會在地上行走並對口哨聲做出反應。在美國的圈養個體曾存活長達9年。
多種內寄生絛蟲，包括Hymenolepis javanensis和Cittotaenia sandgroundi，以及外寄生的羽蝨和蟎，均已在樹鴨身上被描述。

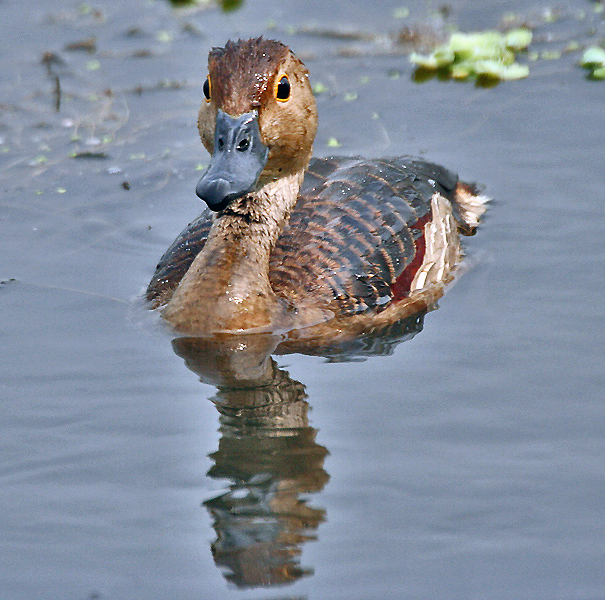
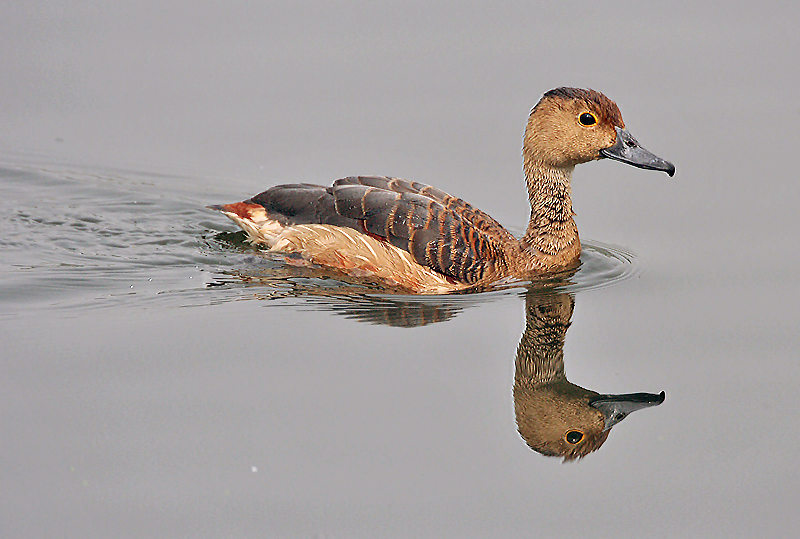
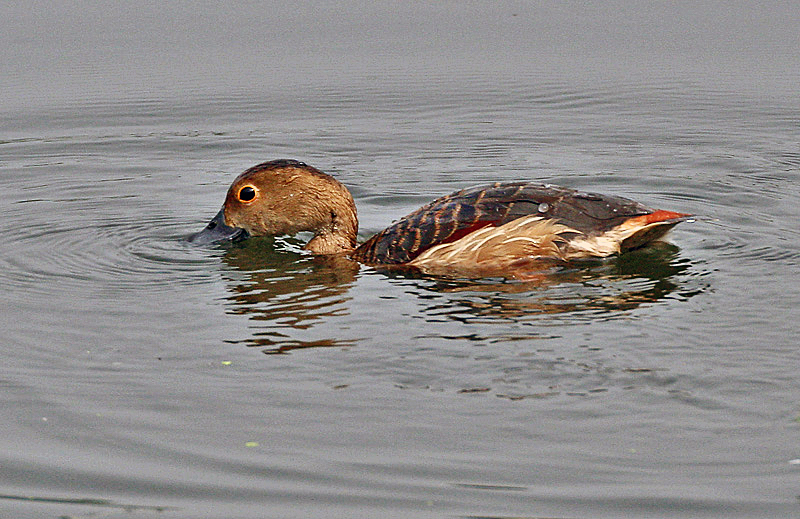
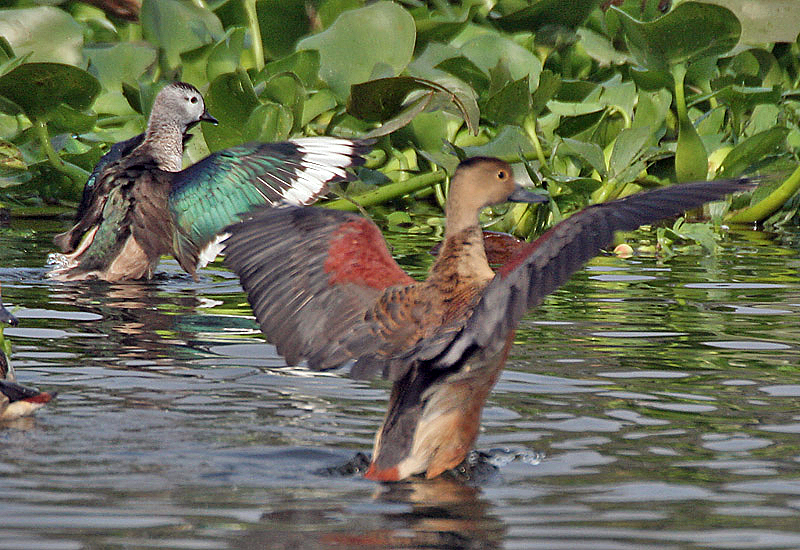
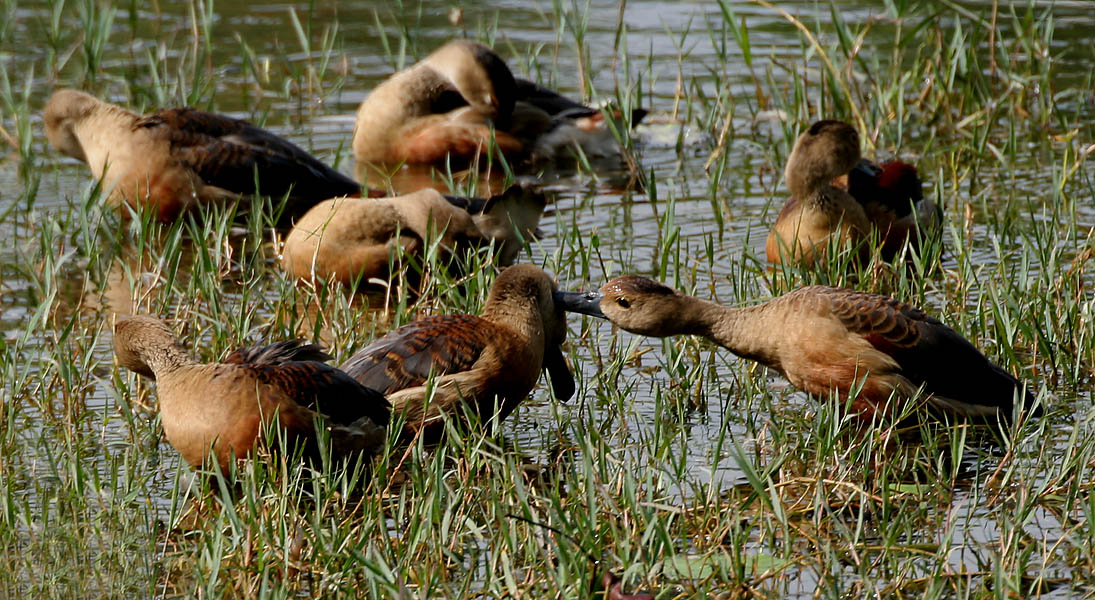
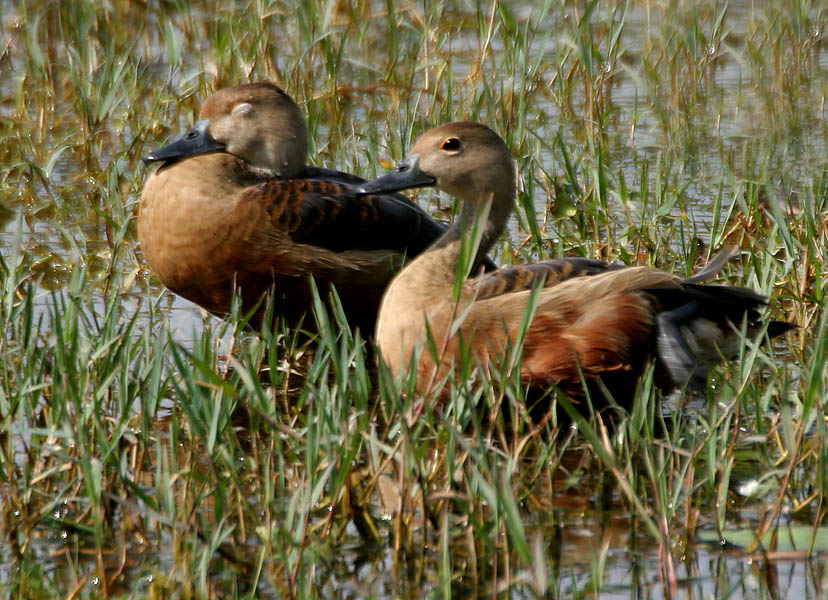
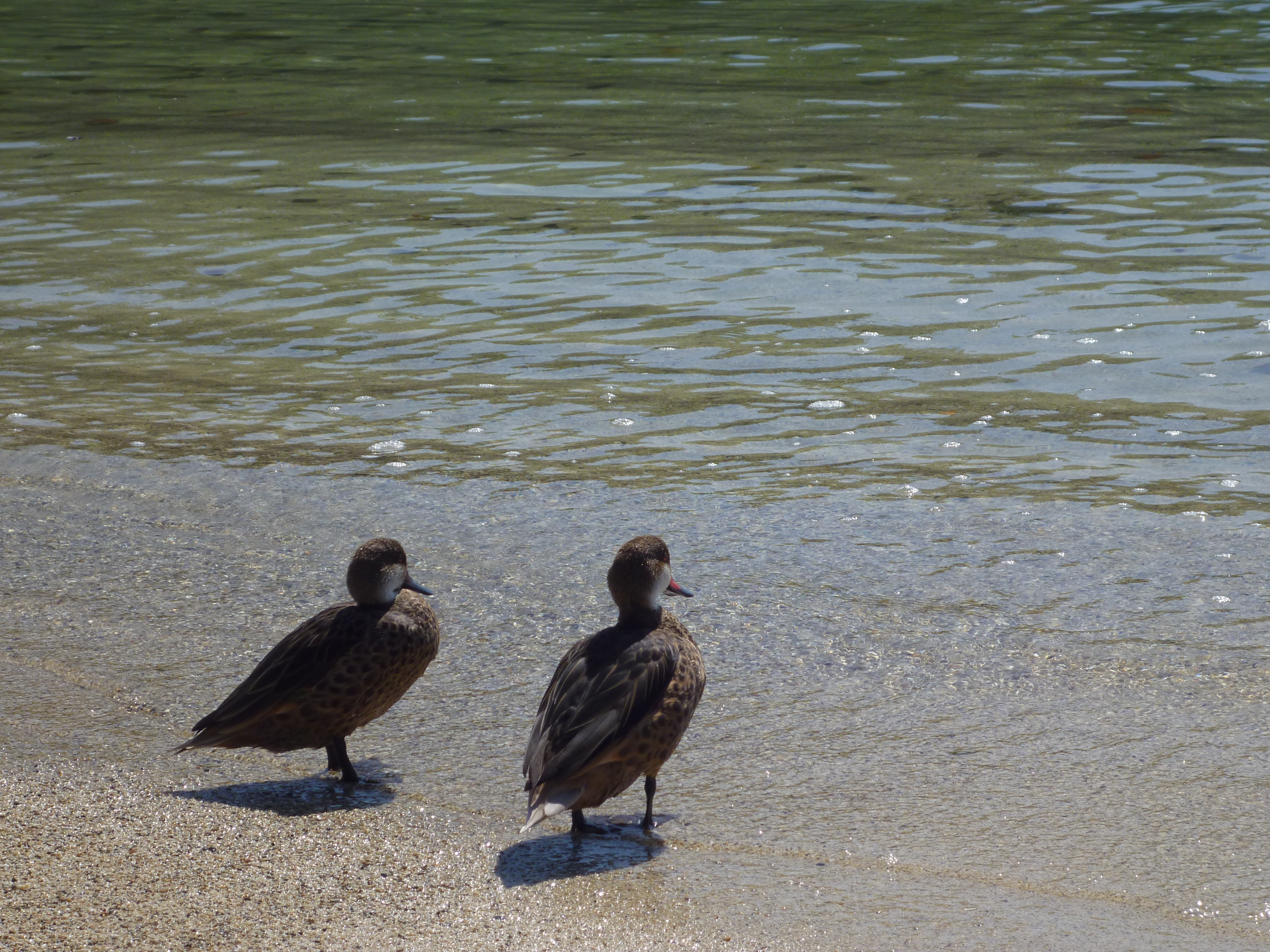
栗树鸭, 科隆群岛